# 香港の公営住宅

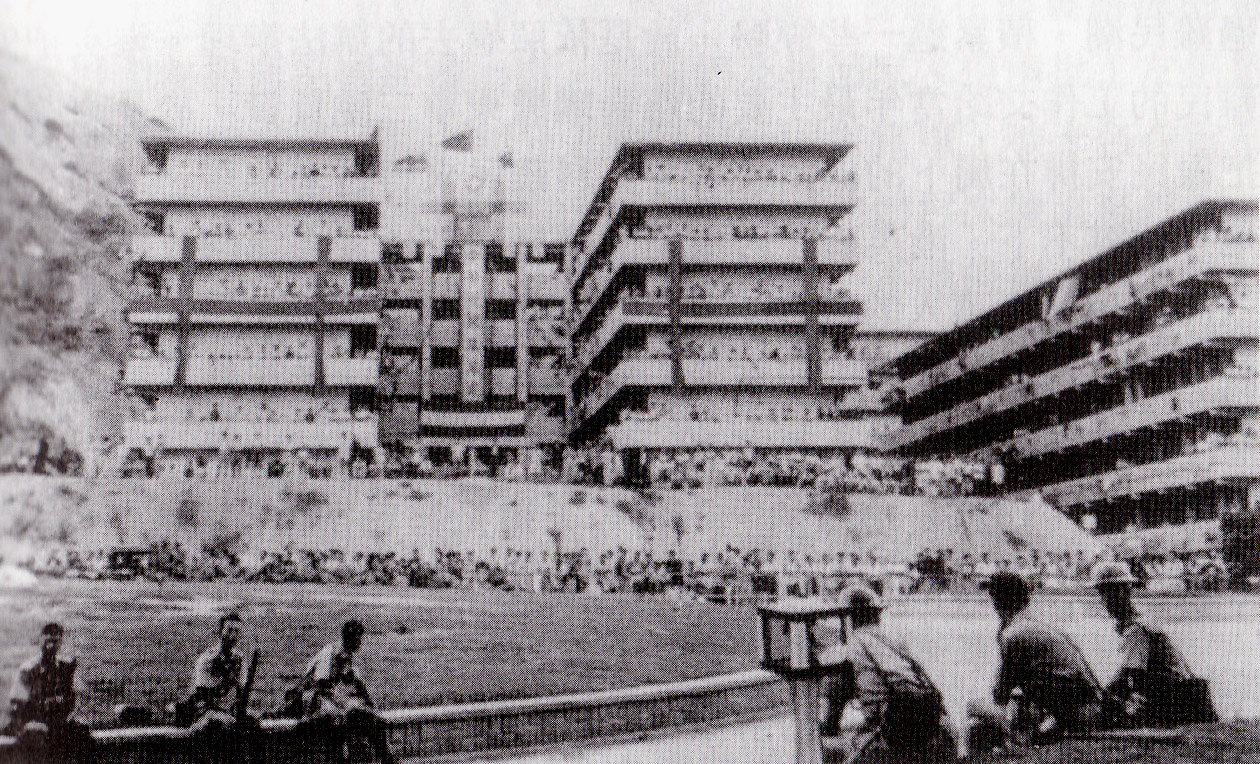
1950年代、香港で最初に建設された仮設住宅、石硤尾邨

香港の公営住宅（ホンコンのこういえじゅうたく）は、香港政府、公的機関、非営利団体が低所得者向けに建設した公営住宅（公共房屋, 公營房屋）を指す。香港では、公営住宅は大きく永久賃貸住宅、販売助成住宅、仮設住宅にわけられ、主に香港住宅協会（房協）や香港住宅委員会（房委會）が提供している。2018年時点で、香港市民の44.6％が公営住宅に居住している。この数字には、期限後自由に売買できる住宅は含めていないため、実際には香港に住む人の半分以上は公営住宅として建てられた住宅に住んでいる。また、2019年3月時点で、住宅委員会が管理する住宅は79万9千戸で、ここに200万人が住む。一方、需要に対しての住宅供給は追いついておらず、2020年9月時点で、一般向けでは約15万6,400件、非高齢者向けでは約10万3,600件の入居申請があり、平均の待機期間は、一般が5.6年、高齢者が3.3年であった。

## 住宅の種類

### 賃貸住宅
- 住宅委員会賃貸住宅（房委會出租公屋、通称：公共屋邨 / 出租公屋、英略：PRH）

低所得者向けの恒久的な賃貸住宅。香港住宅委員会が建設し、住宅局が管理している。
- 住宅協会賃貸住宅（房協出租住宅）

香港住宅協会が建設した賃貸住宅。正式には公営住宅とはみなされない。
- 高齢者向け住宅（「長者安居樂」住屋）

香港住宅協会が中流階級の高齢者向けに住宅、娯楽施設、医療施設を提供する施設。現在は、楽頤居、彩頤居が存在。
- 香港移住住宅賃貸住宅（香港平民屋宇有限公司出租屋）

香港移住住宅（香港平民屋宇有限公司）による住宅。大坑西邨のみ。

### 分譲住宅
- 賃貸住宅所有計画（租者置其屋計劃公屋）

香港住宅委員会が建設。入居者に住宅を低価格で購入させる。1998年1月から2005年にかけて7期にわたって行われ、39の団地が存在する。「孫九招」政策で15年中断したが、2019年に再開、売れ残り防止のため制度を改善。
- グリーンフォーム住宅所有支援計画（緑表置居計劃屋苑、通称：緑置居）

香港住宅委員会が建設。高所得者向けの住宅を増やし、住宅提供を促進することを目的とする。当時建設中の賃貸住宅を転用しており、「グリーンフォーム」の認定を受けた人のみが購入できる。
- 住宅所有計画（居者有其屋計劃屋苑、通称：居屋、英略：HOS）

香港住宅委員会や住宅委員会に認定された民間企業が建設。市場価格よりもわずかに低い価格で販売される分譲住宅。販売やモーゲージには一定の制限がある。例えば、低所得者の転売は制限されており、許可される場合でも「補地価」と呼ばれる差額がかかる。民間企業が建設した住宅には、中流階級以上を対象としたものがある。2002年、香港政府は不動産価値を維持するため、HOSによる住宅建設を無期限延期した。政府は2012年まで住宅問題の政治介入を避けたが、曽蔭権政権が再開させた。
住宅委員会が地震で建設したもの、民間企業が参入したもの、中所得者家庭住宅計画によるもの（美楽花園のみ）、売買オプション付き公営住宅、再建事業によるものの5つに細分される。
- 住宅発売計画（住宅發售計劃屋苑）

香港住宅協会が建設、販売を行う、住宅所有計画と同様の事業。
- 住宅販売支援プロジェクト（資助出售房屋項目屋苑）

香港住宅協会が建設、販売。住宅発売計画と同様であるが、2012年以降に建設されたものはこのプロジェクトに該当する。
- サンドイッチクラス住宅計画（夾心階層住屋計劃屋苑、通称：夾屋）

中流階級（サンドイッチクラス）向けに香港住宅協会が販売する住宅。民間住宅を購入する余裕はないが、収入が住宅所有計画など公営住宅の申請基準を上回っている層の住宅問題を解決することを目的とする。状況の変化により、2000年に中止された。
- 都市再生局住宅販売支援計画（市建局資助出售房屋計劃屋苑）

都市再生局が建設、販売。現在この計画に基づいて販売されているのが、煥然壹居の一部（7割）のみである。

### 仮設住宅
- 中転房屋（中轉房屋）

仮設公営住宅。住宅解体や自然災害により住居を必要とし、恒久的な公営住宅にすぐ住む条件を満たさない人を対象にした住宅。「仮設住宅区（臨時房屋區）」や「移住区（平房區）」に代わるものとして建設された。

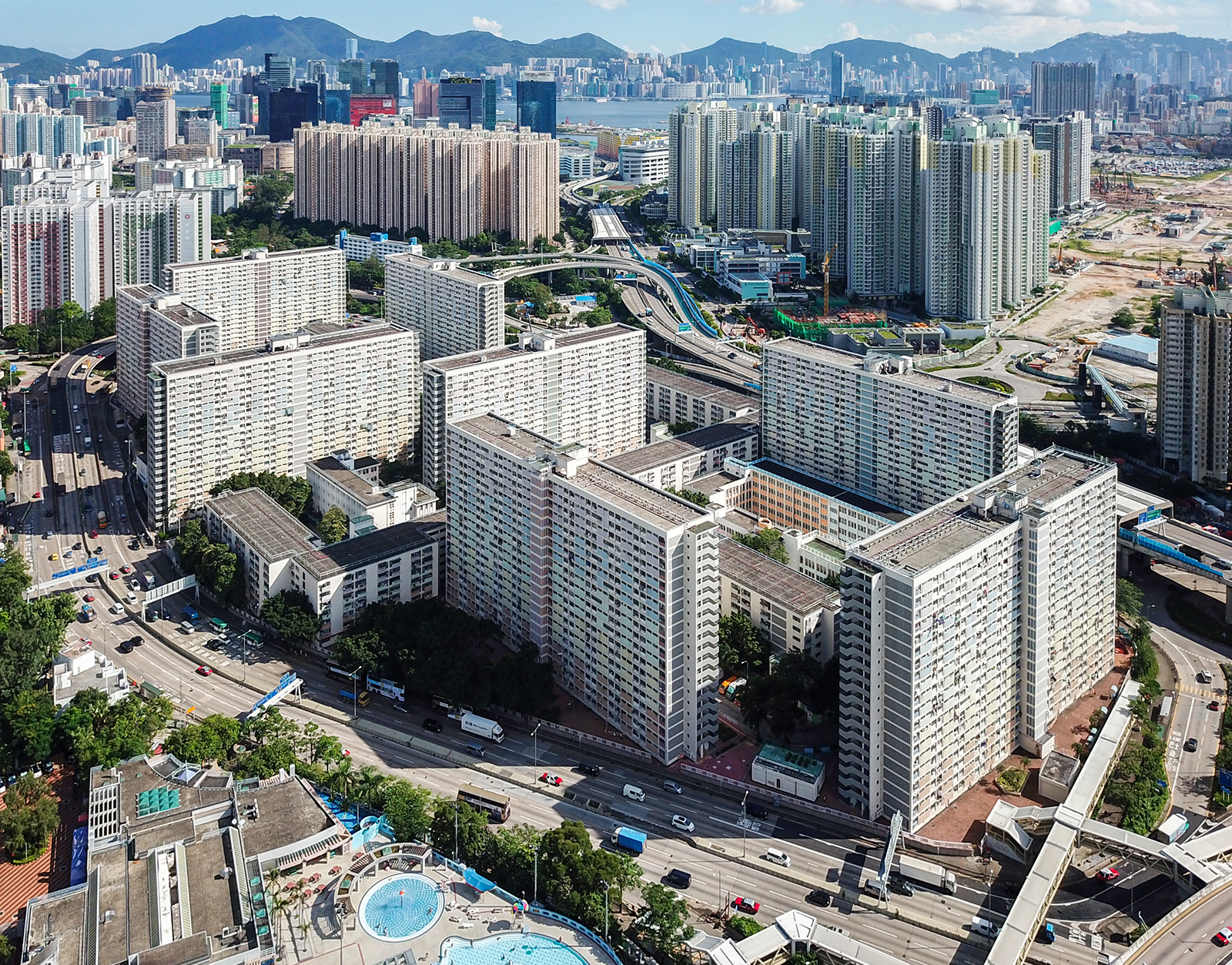
彩虹邨
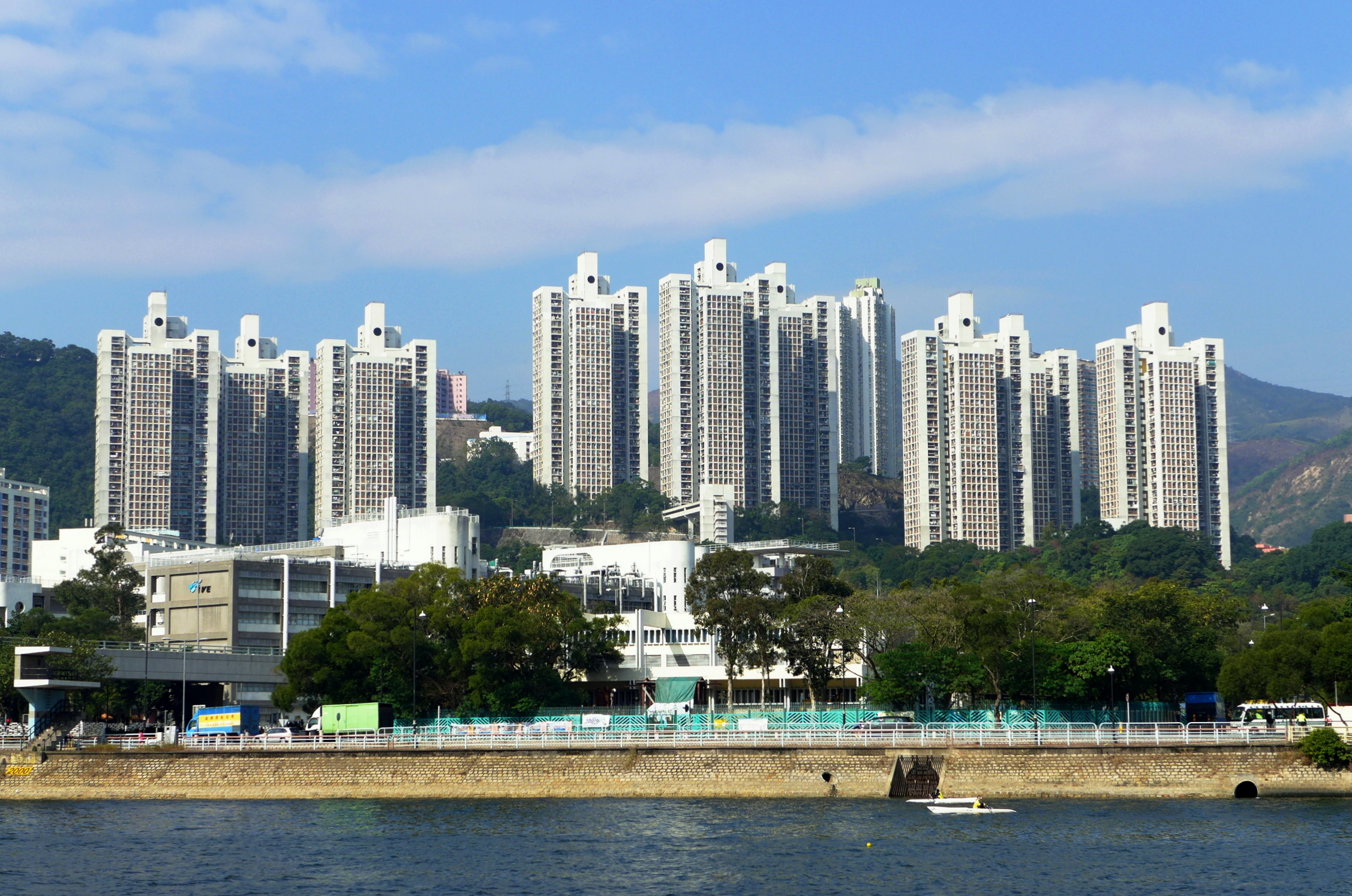
穂禾苑
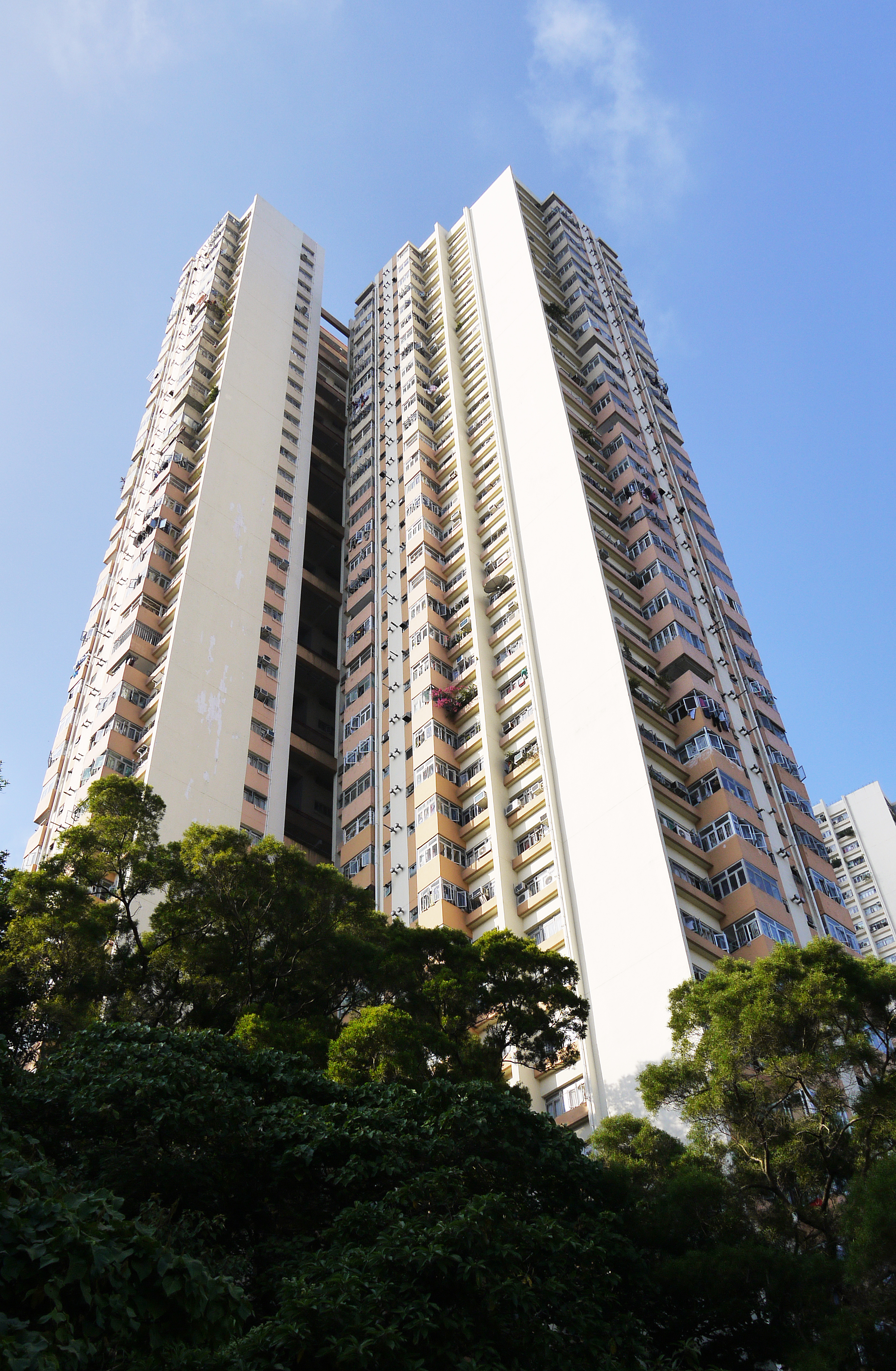
興民邨
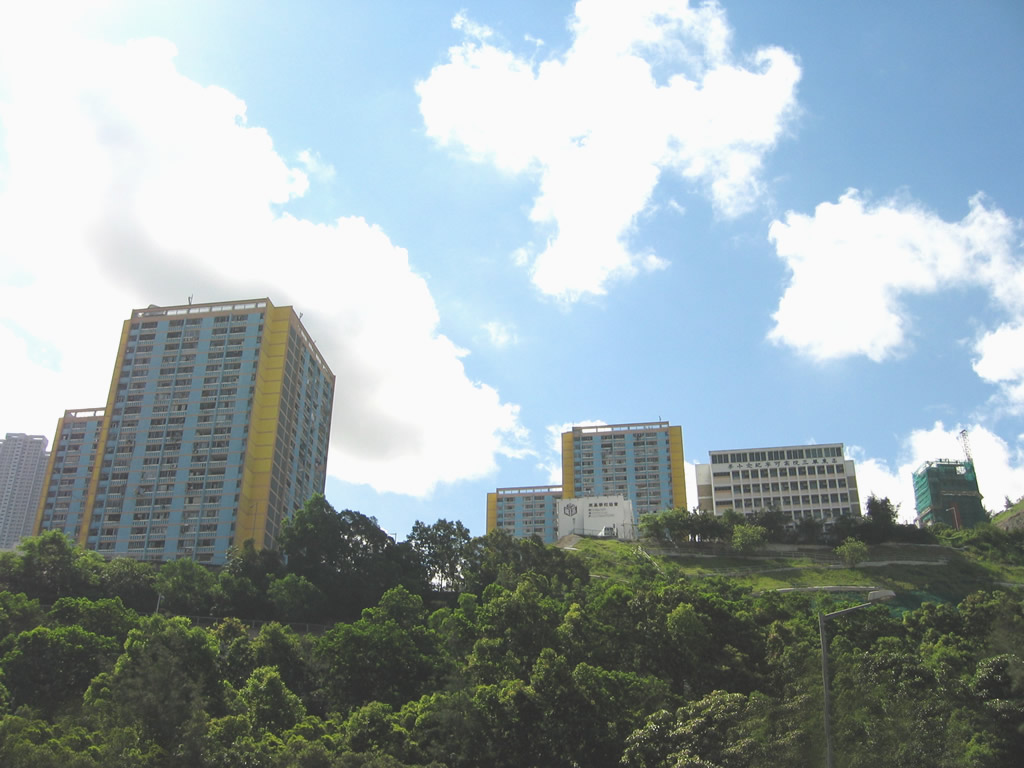
麗瑶邨
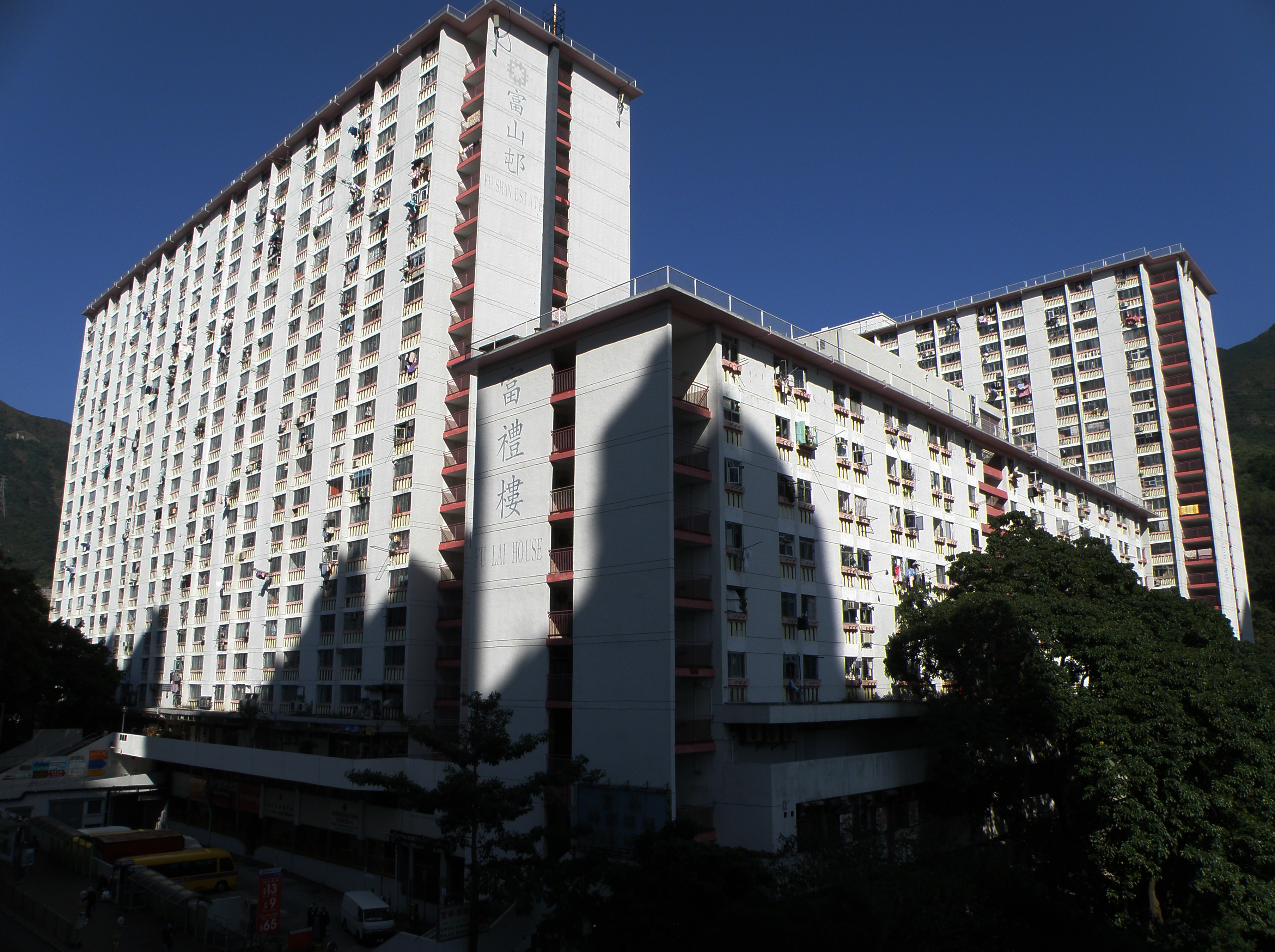
富山邨
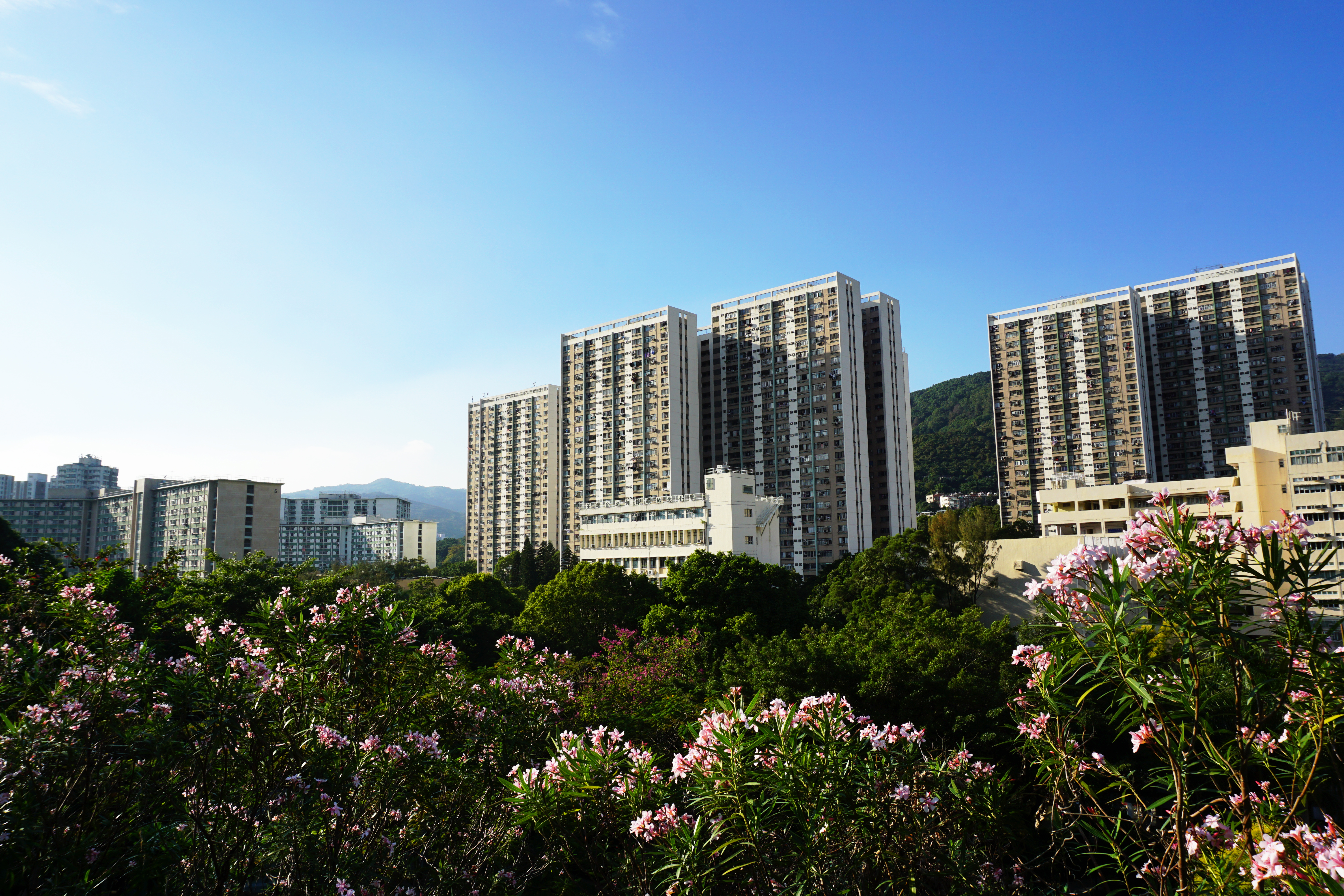
石囲角邨

## 歴史
香港の公営住宅計画は、1920年代には考案されていたが、当時の世界恐慌のために実現しなかった。1930年代には、結核が香港で流行したため、政府は住宅開発を再検討した上で、青写真を含む報告書を発表した。しかし、報告書の公表後、日本が中国に進軍し、南下した後香港を占領したため、再び計画は実現しなかった。
第二次世界大戦後、中国本土で国共内戦が勃発し、大量の難民が香港に流入したため、香港は不法占拠者であふれることとなる。その後、香港には低所得者向けの賃貸住宅がいくつか登場したが、香港政府は土地を提供するのみにとどまり、そのほとんどは1948年に設立された香港住宅協会や1950年に設立された香港モデル住宅協会といった団体によるものであった。1953年のクリスマス、深水埗で石硤尾大火が発生し、58,203人が家を失った。そのため、香港政府は被災者に対して迅速に住宅を提供すべく、火災発生地近くにおいて主に7階建ての仮設住宅を建設した。これ以降、政府は香港島や九龍にも同様の仮設住宅を建設し、簡素で劣悪な衛生状態にあった木造住宅に住む人々を入居させることとなる。最初期の仮設住宅は、黄大仙、老虎岩（現在の楽富）、深水埗の李鄭屋にあった。香港政府はその後も大量の公営住宅を建設している。

### 廉租屋政策
仮設住宅の建設が本格的に始まったのは、1954年である。当時、仮設住宅には各戸にトイレや台所は設置されておらず、最上階には住宅の子供たちが通う屋上小学校が置かれていた。その後、政府の学校建設が進んだため、屋上小学校は廃止され、コミュニティセンターなどの公共施設へと生まれ変わっている。1954年、香港モデルハウス協会は北角に模範邨を建設し、1960年代に入ると、香港住宅建設委員会が長沙湾の蘇屋邨、荃湾の福来邨、牛池湾の彩虹邨といった廉租屋邨（低家賃住宅団地）の建設に乗り出した。政府は、1961年、香港移住住宅（香港平民屋宇有限公司）が大坑西新邨を建設させるための土地を提供し、翌1962年には政府による廉租屋の建設を始めた。

### 十年住宅建設計画
1972年、当時の香港総督であったクロフォード・マレー・マクレホースが、「十年住宅建設計画」と呼ばれる公営住宅計画を発表した。これは、10年以内に180万人を収容できる公営住宅を建設する、というものであった。同年、それまで建設組織ごとに異なっていた住宅の建設基準を統一するため、「第七型仮設住宅基準」が制定された。また、翌年には、住宅建設委員会に代わって政府の公営賃貸住宅を管理する香港住宅委員会が設立された。十年住宅建設計画では、各住宅団地の施設や環境にも配慮がなされ、それまでの香港政府が行っていた量を重視する計画から、質重視へと方針転換されている。さらに、新界のニュータウン開発も積極的に行うことで、都市計画と住宅建設を同時に行い、人口を分散させて、都心部の過密による社会問題の解決を目指した。
1970年代に推し進められた住宅所有計画では、民間住宅を買う余裕のない低所得者に向けて、公営住宅を賃貸する以外の方法として、公営住宅購入の補助金を出す政策が行われた。1978年、葵涌の悦麗苑、観塘の順緻苑、柴湾の山翠苑、何文田の俊民苑、香港仔の漁暉苑、沙田の穗禾苑が完成したことで、住宅所有計画による入居がスタートした。この計画は、1987年まで続けられている。
また、「中所得者家庭住宅計画」としての住宅建設も計画されたが、この計画によるものは屯門の美楽花園のみである。

### 長期住宅政策

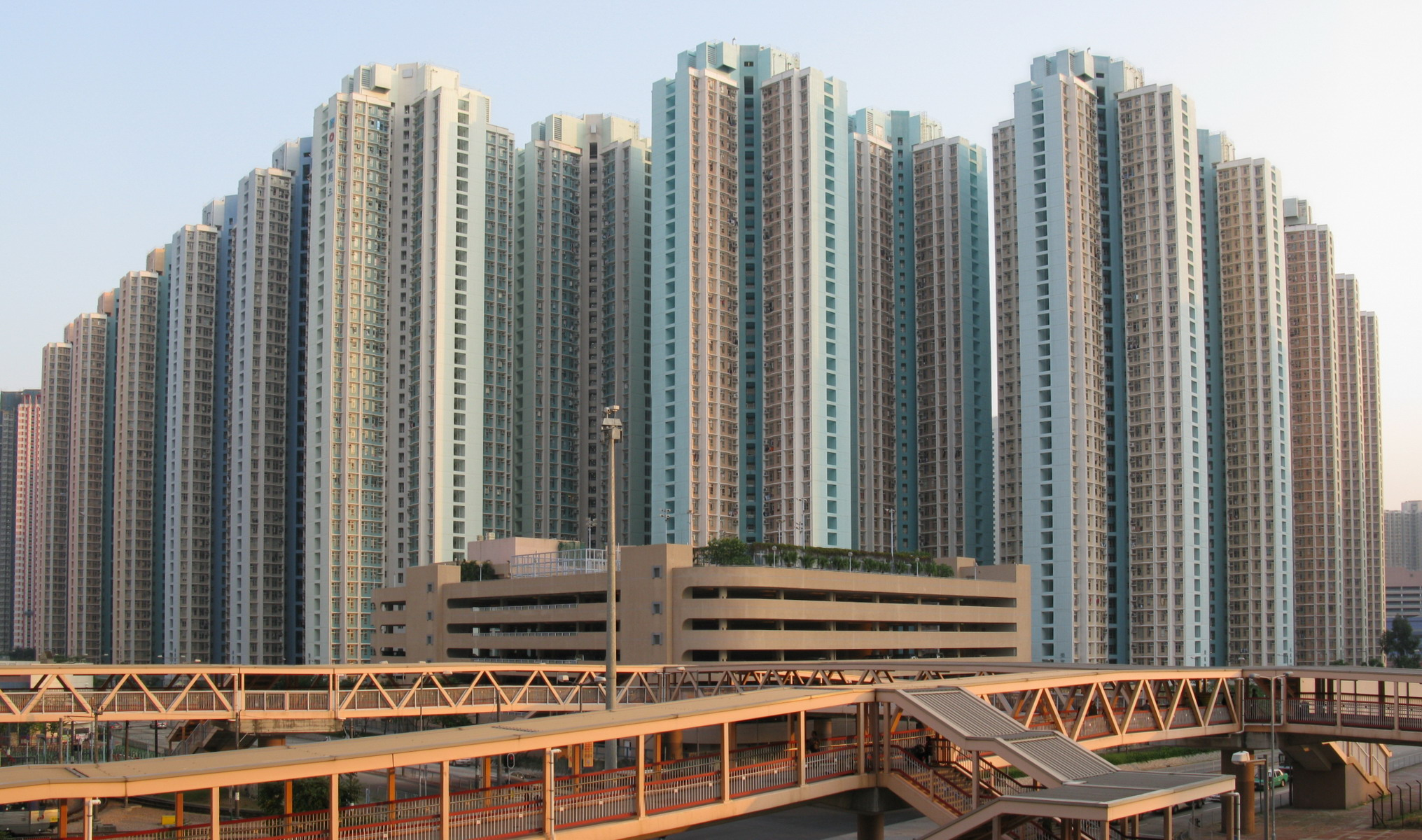
天水囲ニュータウンに建つ天富苑

公営住宅やニュータウンは中流階級や低所得者に向けて建設されたため、民間の不動産投資家にとっては魅力に欠けていた。また、人口分布や住宅需要は依然として都心部が比較的高くなっており、十年住宅建設計画による期待通りの効果は得られていなかった。これを受けて政府は、1987年、都市開発計画を見直し、住宅購入機会を増やして旧市街の拡張と再開発を行った上で、民間の住宅資源を最大限に活用することを目指す「長期住宅政策」を発表した。この政策の一環として、完成していながら未販売であった賃貸型の公営住宅でさえも、分譲住宅へと置き換えられた。この頃、沙田ニュータウン、荃湾ニュータウン、屯門ニュータウンが完成し、すぐに第二期のニュータウンとして馬鞍山ニュータウン、将軍澳ニュータウン、天水囲ニュータウンの建設が始められた。その後、多くの公営住宅が建て替えられ、新しい住宅へと生まれ変わったが、土地は香港政府が所有しているため、住宅の地位は以前の公営住宅と変わっていない。
ニュータウンの人口が増えるにつれ、多くの課題も生まれた。例えばニュータウンは投資家や企業の誘致力に欠け、ニュータウンでの雇用率は低くなる傾向にあった。そのため、ニュータウンの住民は都心部へと通勤しなければならず、都心とニュータウン間の交通量が増大した。また、ニュータウン内の施設も政府に多額の支援を必要とした。これらの問題から、第二期の都市建設が終わると、ニュータウンの開発は中止された。1990年代には、代わって「メトロ計画」または「回帰計画」と呼ばれる施策が実施される。これは、都心で大規模な埋め立てを行い、住宅を開発することで、人口を都心に再分配させ、巨額の公的支出を減らすというものである。
時代の変遷とともに公営住宅は新しいスタイルへと変わり、高層化が進んだ。1960年代に建てられた廉租屋はほとんどが16階建てであったが、近年の公営住宅は30〜40階建てとなっており、最も高いものは46階（旭禾苑や安達邨）にも達している。香港政府はさらに、少人数世帯や高齢者など、特別なニーズにも適合した住宅の建設を進めている。

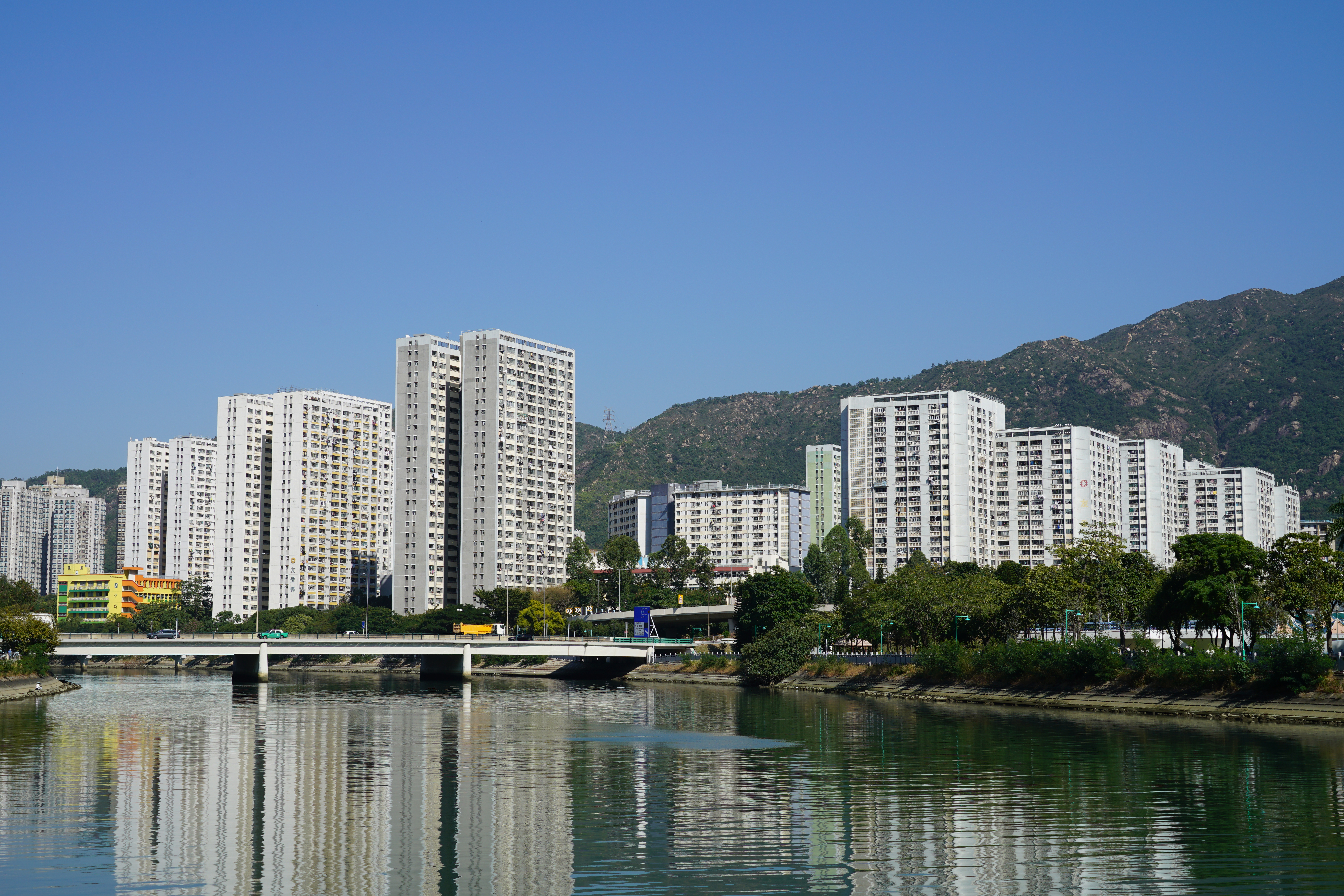
初期ニュータウンの友愛邨
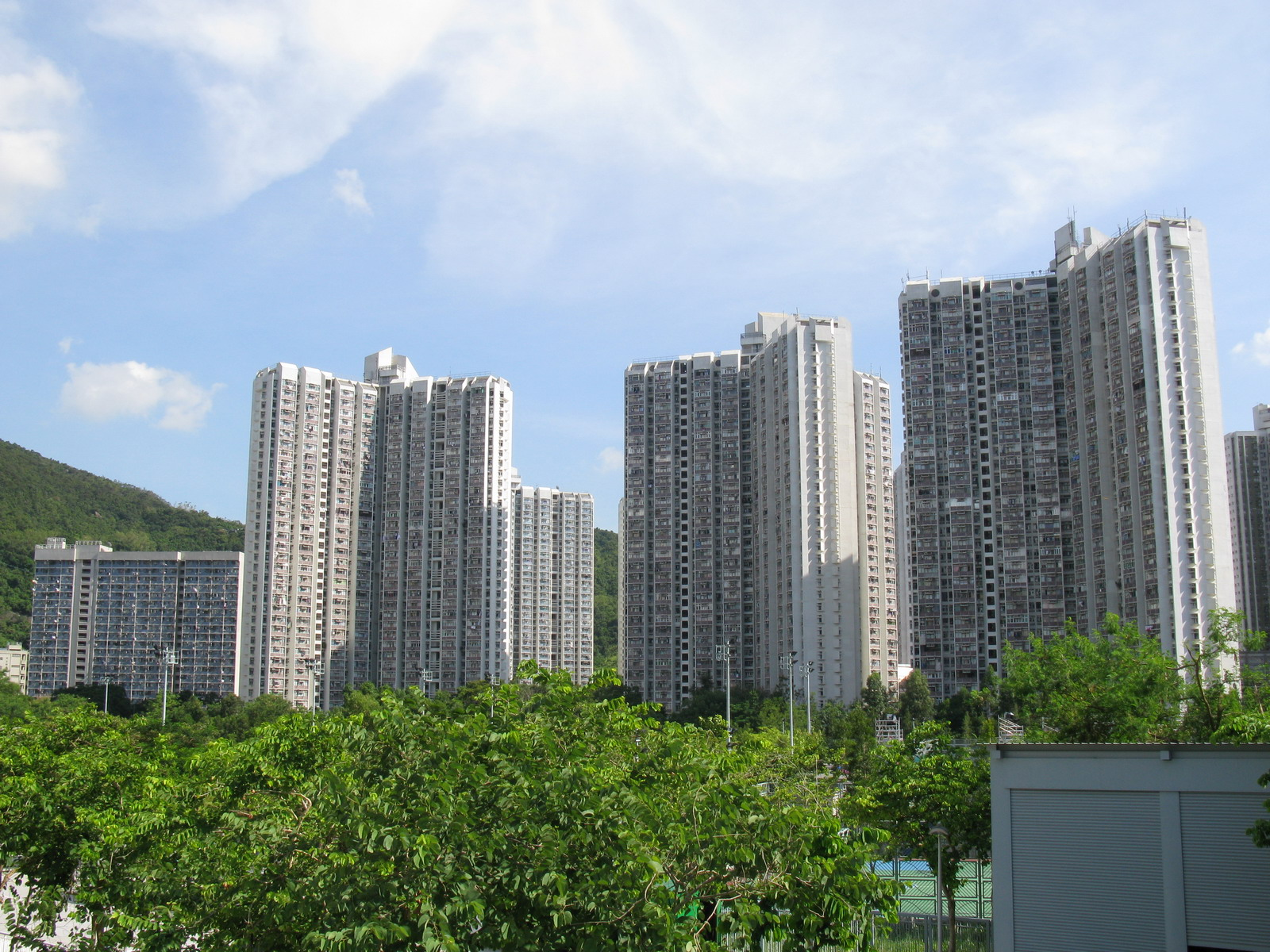
後発ニュータウンの恒安邨
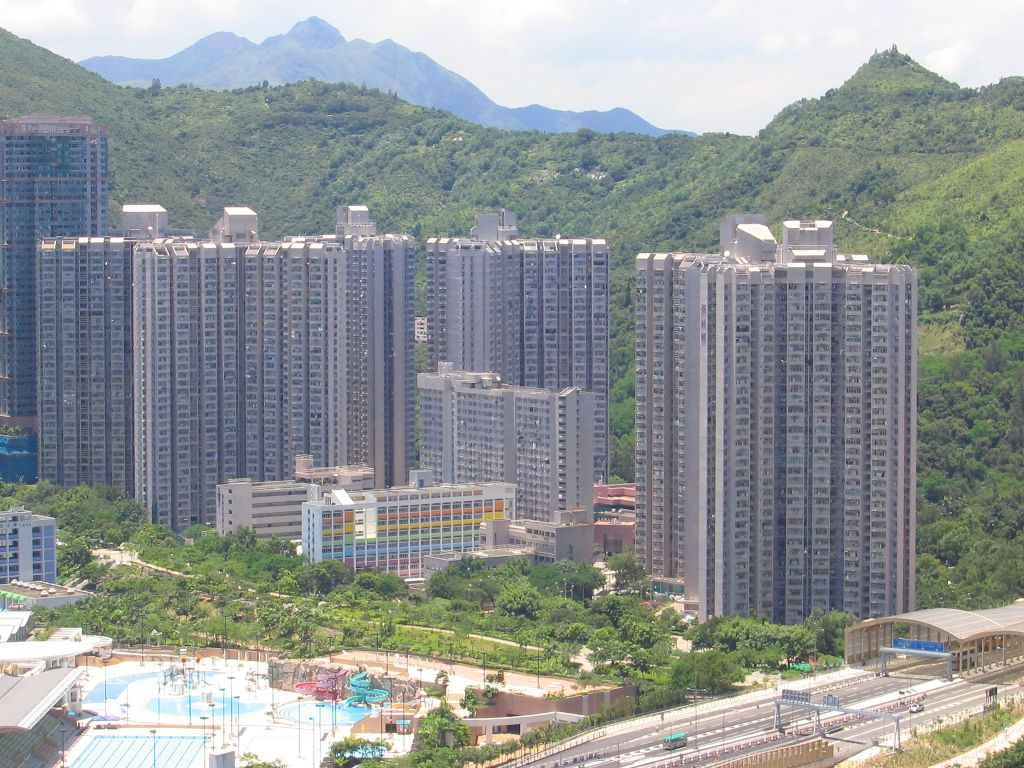
後発ニュータウンの景林邨

### 8.5万戸住宅建設計画
1997年、当時の香港行政長官であった董建華は、政策演説において「8.5万戸住宅建設計画（八萬五建屋計劃）」を提案した。これは、毎年8.5万戸の住宅を提供し、10年以内に香港の7割が分譲住宅を購入し、公営住宅の待機期間を6.5年から3年に短縮させるという計画である。
この政策の導入は、アジア通貨危機と重なり、香港の不動産価値を急落させる結果となった。5年間で私有財産は平均70％ほど減少し、中流階級の多くが資産がローンを下回るネガティブ・エクイティの状態に陥った。投資のために複数の不動産を所有していた人々や不動産開発業者は特に大きな影響を受け、抗議デモも行われた。
2000年代後半に不動産価格が再び上昇するまで、この8.5万戸計画は、董建華が最も批判を受けた政策の1つであった。不動産下落の要因には通貨基金の影響も大きかったが、当時多くの人はこの計画に要因があると考え、政策の改正を訴えた。

### 孫九招と住宅委員会の縮小
2002年11月、8.5万戸住宅建設計画の是正のため、香港政府は「孫九招」（孫明揚の九つの招式）政策を発表し、公営分譲住宅、公私合同開発、民間参加の分譲住宅、住宅所有計画の住宅協会による援助など、分譲住宅に関する政府介入をただちに終了することが決定された。「賃貸住宅購入計画（租者置其屋計劃）」による公営住宅の販売は2005年に終了した。その後、住宅委員会は大幅に合理化され、住宅委員会による学校の建設も、石排湾邨に伴う香港仔の小学校完成を最後に行われなくなった。
「孫九招」の影響は、年月が経つにつれ次第にあらわれるようになった。2012年、梁振英が行政長官に就任すると、「政府の最優先事業」として住宅問題が挙げられたが、彼の在任中も住宅不足は悪化し続けた。

### 2010年代の住宅政策
住宅不足が深刻な状況になったため、2012年、行政長官の曽蔭権は在任中最後の政策として、住宅所有計画を正式に再開し、2014年以降、毎年公営住宅が販売されている。また、次の梁振英が就任すると、住宅協会による「マイホーム購入計画（置安心房屋計劃）」が住宅所有計画と同等の補助金のつく住宅販売制度に変更され、「住宅発売計画（住宅發售計劃）」も再開された。さらに、長期住宅政策も再導入されている。
2019年、香港民主化デモ運動により、政府への不満が高まったため、政府は同年、賃貸住宅購入計画の再開を発表したが、最終的には既存の住宅販売に関する取り決めが改善されるのみにとどまった。

### 設計方針の転換
2013年、住宅委員会は公営住宅にモジュラーデザインを採用し、環境保護や緑化能力の面では以前より改善がみられたものの、互換性の高い部品を組み立てる方式のため、デザイン性は低下することとなった。1人あたりの面積は過去のY字型住居レベルまで減少し、販売スピードも改善されていない。2020年末には、政府が住宅設計レベルは今後改善しない方針を明らかにしている。
| 年      | 賃貸   | 分譲                              | 出典   |
| ------- | ------ | --------------------------------- | ------ |
| 1997    | 23,900 | 22,300                            | [ 13 ] |
| 1998    | 14,000 | 21,000                            | [ 14 ] |
| 1999    | 30,000 | 18,000                            | [ 15 ] |
| 2000    | 42,500 | 17,420                            | [ 16 ] |
| 2001    | 51,000 | 23,000                            | [ 17 ] |
| 2002    | 20,200 | 12,800 （一部販売されず用途変更） | [ 18 ] |
| 2003    | 11,600 | 04,500 （一部販売停止・用途変更） | [ 19 ] |
| 2004    | 21,000 | 00,000                            | [ 20 ] |
| 2005    | 25,000 | 00,000                            | [ 21 ] |
| 2006    | 04,400 | 00,000                            | [ 22 ] |
| 2007    | 07,400 | 00,000                            | [ 23 ] |
| 2008    | 26,400 | 00,000                            | [ 24 ] |
| 2009    | 19,000 | 00,000                            | [ 25 ] |
| 2010    | 06,400 | 00,000                            | [ 26 ] |
| 2010/11 | 12,000 | 00,000                            | [ 27 ] |
| 2011/12 | 11,200 | 00,000                            | [ 28 ] |
| 2012/13 | 13,100 | 00,000                            | [ 29 ] |
| 2014    | 05,630 | 00,000                            | [ 30 ] |
| 2015    | 11,500 | 11,500                            | [ 31 ] |
| 2016    | 22,000 | 22,000                            | [ 32 ] |
| 2017    | 14,040 | 14,040                            | [ 33 ] |
| 2018    | 25,000 | 25,000                            | [ 34 ] |
| 2019    | 16,000 | 16,000                            | [ 35 ] |

### 年表
- 1948年 - 香港住宅協会設立
- 1953年 - 石硤尾大火
- 1954年 - 移住区の建設開始。香港モデル住宅協会による「模範邨」が完成
- 1958年 - 香港住宅建設委員会が廉租屋邨を建設
- 1961年 - 香港移住住宅による大坑西邨が完成
- 1962年 - 政府による廉租屋計画が発表される
- 1973年 - 香港住宅委員会設立、政府や住宅建設委員会の廉租屋邨の管理を移管。十年住宅建設計画が発表される
- 1976年 - 住宅所有計画が発表される（第一期販売は1978年）
- 1982年 - 多くの住宅で手抜き工事が発覚する不祥事
- 1987年 - 長期住宅政策
- 1995年 - サンドイッチクラス住宅計画
- 1997年 - 8.5万戸住宅建設計画
- 1998年 - 賃貸住宅購入計画の開始。香港長期住宅戦略白書の発表
- 2001年 - 不動産価値の下落により23の住宅建設が中止となり、販売が計画される不動産はすべて公営住宅に転換される
- 2002年 - 政府が孫九招政策の発表、分譲住宅の販売停止
- 2005年 - リンク不動産が香港証券取引所に上場。賃貸住宅購入計画の終了
- 2011年 - 牛頭角下邨が完成したことで建て替え計画が終了、ほぼ全ての移住区が撤去された
- 2012年 - 政府が住宅高入計画を再開（第一期販売は2014年）
- 2014年 - 第二次長期住宅政策
- 2015年 - 多数の公営住宅の水道管で基準値を超えた金属が検出される
- 2016年 - グリーンフォーム住宅所有支援計画（2018年にグリーンフォーム住宅所有プログラムに変更）
- 2019年 - 政府が未販売の住宅販売を促進する計画を発表
- 2022年 - 最後の仮設住宅（石籬中転房屋）の取り壊し予定

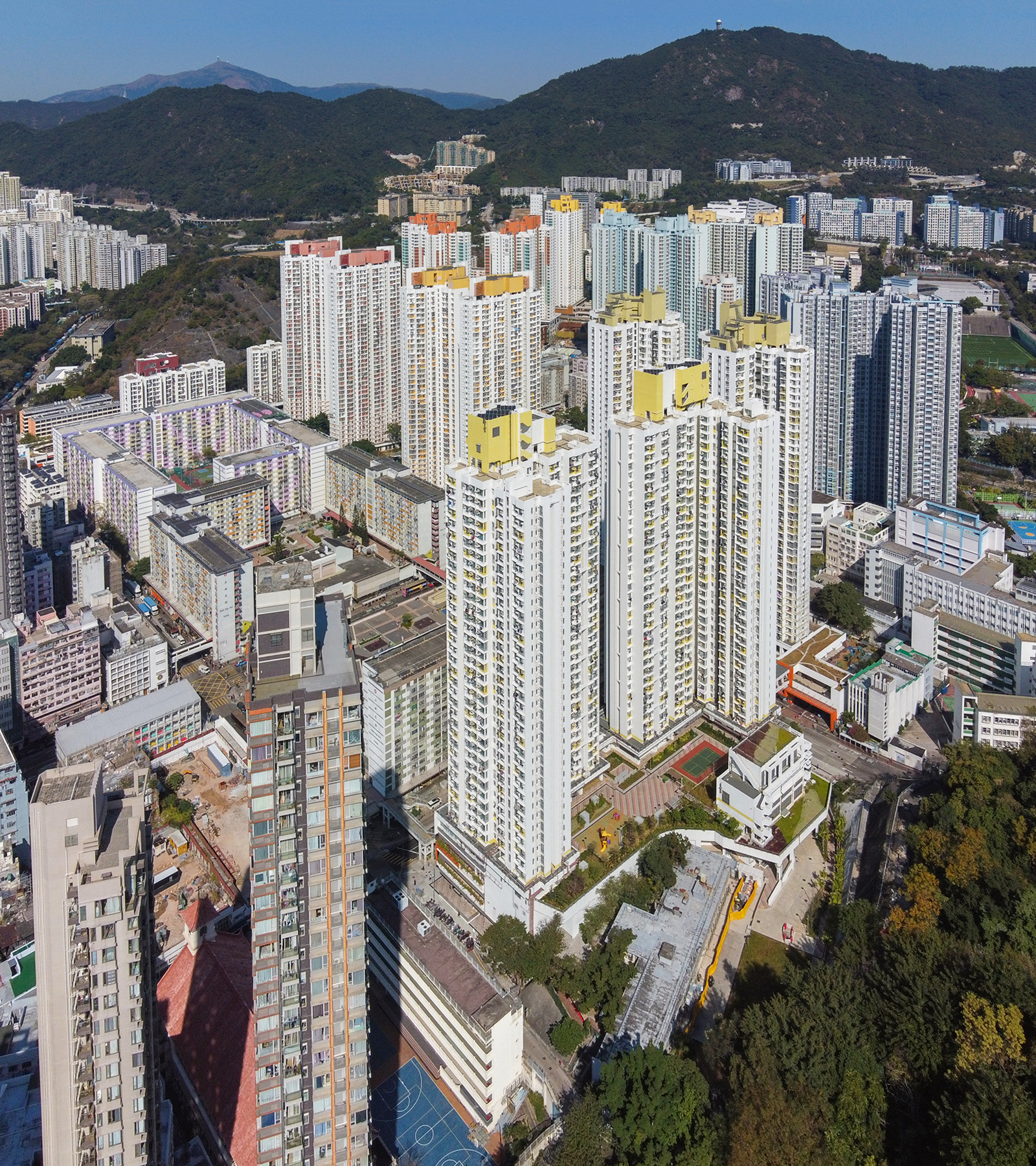
再建された石硤尾邨（2021年1月）
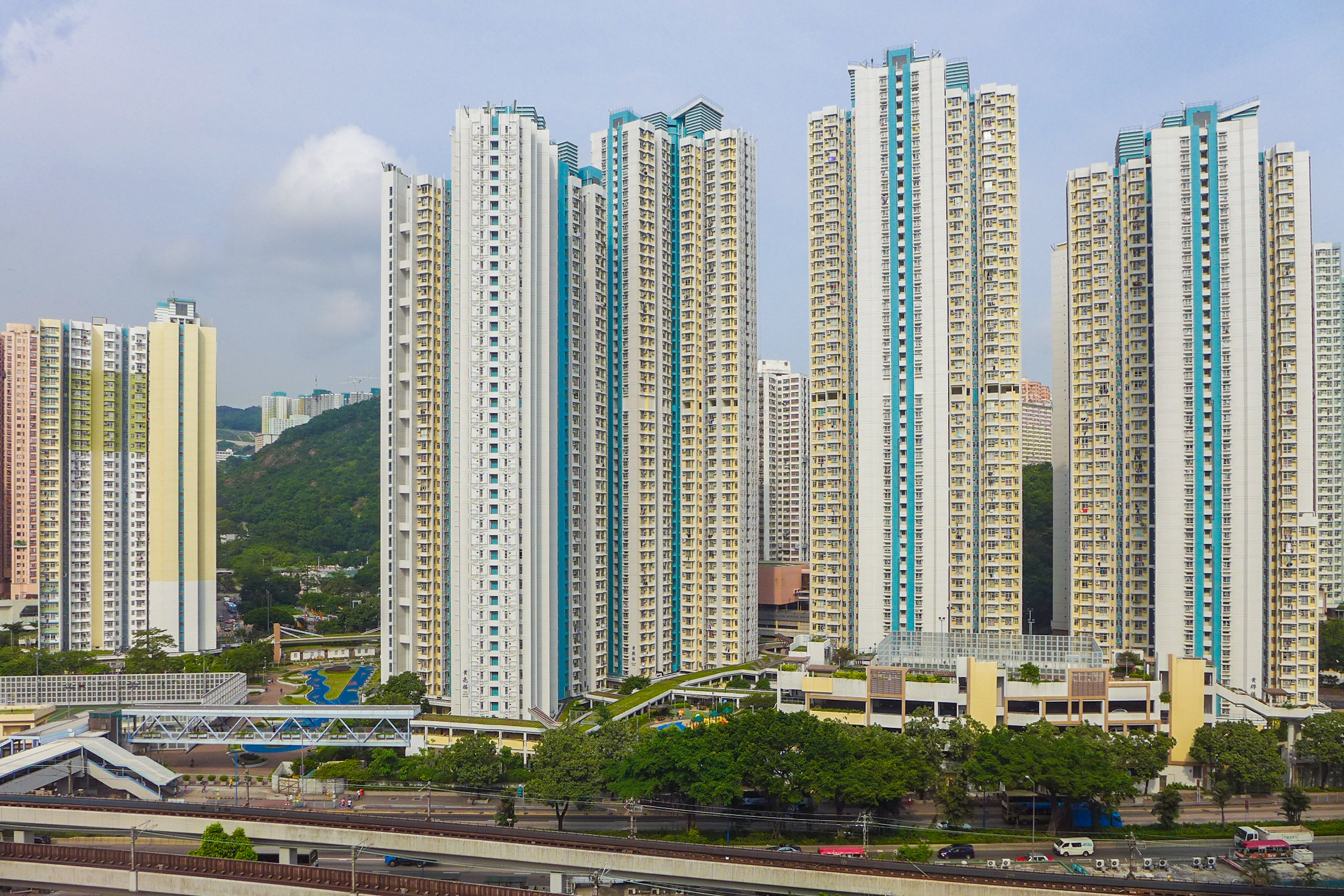
再建された牛頭角下邨（2017年8月）

## 評価
一部の有識者は、石硤尾大火が香港の公営住宅開発の引き金となったとするが、一方で香港政府による公営住宅への投資は、それ以前から続いていたとする意見もある。
香港の公営住宅開発政策は、単なる住宅不足の救済措置といった意味合いだけでなく、市民の不満を軽減し、円滑な統治を図る政治的側面もあった。開発は生活水準の向上のみならず、安価な労働力となる住民を安定して確保することで、輸出産業の促進にも貢献した。また、政府は不法占拠者を退去させた土地を開発地として利用していることから、収益性の高いプロジェクトであったともいえる。さらに、社会的資源を再分配する効果のほか、政府にとっては社会への直接投資機会や資金収入源でもあった。公営住宅はそれぞれの時代ごとに、市民のニーズをくみ取ったものが建設され、「屋邨文化」ともいわれる香港文化の一部分になっている。
1970年代にマクレホースが香港総督に就任してから、多くの公営住宅が建設され、香港政府は世界最大の不動産所有者となった。それゆえ、政府が自由市場に干渉し、基本方針であった積極的不介入に違反しているとする学者や不動産業者も少なくない。政府の財政負担が大きいことや、不動産開発業者が不振となることが懸念された。政府の住宅政策に反対する人々は、住宅建設は市場の需要に対応して民間企業が主導すべきだと訴えたが、一方で、過去数十年において、香港の不動産開発業者は不動産価格を継続的に引き上げることで、収入を増やすことが可能となり、私有財産を平均以上に押し上げたと評価する向きもある。政府の介入がなければ不動産市場は崩壊していたともいわれ、今なお論争は続いている。